# 외제니 그랑데
≪외제니 그랑데≫ (Eugénie Grandet)는 1834년 단행본으로 간행된 오노레 드 발자크의 소설이다.

## 출판과 판본
이 소설은 1834년 베셰 부인네서, 이후 1839년 샤르팽티에 출판사에서 나왔다. 소설은 1833년 9월 19일 전에 간행된 <문예 유럽>에서, ≪외제니 그랑데, 지방의 역사≫라는 제목으로 처음 공개되었을 것이다. 1843년 ≪외제니 그랑데≫는 퓌른 출판사에서 ≪인간 희극≫ 총서로≪위르쉴 미루에≫와 ≪피예레트≫와 함께 묶여 <지방 생활 풍경>의 첫째 권으로 자리를 잡았다.

## 소개
≪외제니 그랑데≫는 낭만주의 시대에 속해 있던 발자크를 사실주의 작가의 반열에 올려놓음과 동시에 작가로서의 성공을 확실히 해준 작품이다. 이 작품은 몇 번의 출간과 재출간을 거쳐 ≪인간 희극≫이란 제목으로 자신의 작품을 한데 모아 재배열하고자 한 발자크의 의도에 따라, 1976년 갈리마르(Gallimard) 출판사에서 펴낸 플레야드 총서의 제3권에 ＜지방 생활 정경＞의 첫 번째 작품으로 수록되어 있다.
≪외제니 그랑데≫는 나폴레옹이 실각한 뒤 다시 왕의 통치 체제로 돌아선 왕정복고기를 배경으로 삼는다. 소뮈르의 작은 마을에 위치한 낡고 음침한 한 저택을 무대로 펼쳐지는 10년 동안의 이야기는 대혁명 이후 프랑스 사회의 새로운 지배계급으로 자리 잡게 되는 신흥 부르주아지의 탄생 과정에 대한 실증적 기록이라 할 수 있다. 그러나 다른 한편 순진한 시골 처녀가 어느 날 파리에서 온 사촌 남동생（외제니 1796년생, 샤를 1797년생） 만나면서 사랑에 눈뜨고, 그 사랑으로 인해 아버지에게 가혹한 시련을 당하게 되며, 끝내는 사랑에 배신당하면서도 첫사랑의 순수한 영혼을 잃지 않는 한 편의 서글픈 연애소설로 읽어도 무방한 작품이다.
외제니의 아버지 그랑데 영감은 ≪고리오 영감≫의 주인공과 마찬가지로 수전노의 전형으로 꼽히는 인물이다. 그랑데 영감은 아내의 지참금을 바탕으로 뛰어난 투기 실력을 발휘하여 막대한 재산을 일굼에도 불구하고 아내와 딸에게까지 수전노의 생활을 강요하며 황금에의 집착을 버리지 않는다. 그는 결혼 적령기에 달한 외동딸과 사돈을 맺기 위해 문턱이 닳도록 그 집을 드나드는 사람들로부터 취할 수 있는 최대한의 이득을 얻어내려고 그들의 호의를 마음껏 이용한다. 한편 그의 외동딸 외제니가 사랑하게 되는 남자는 그녀의 사촌남동생인 샤를 그랑데다. 그는 부유한 집안에서 자란 멋쟁이 파리지앵이다. 그러나 그의 아버지는 파산하게 되고, 그 치욕을 면하기 위해 자살을 택한다. 이러한 불행은 외제니와 그랑데의 사랑에 불을 지피는 동시에 치명적인 걸림돌이 된다. 무일푼이 된 그는 돈을 벌기 위해 인도로 떠났다가 7년 만에 부자가 되어 돌아오지만, 더 이상 헌신적 사랑을 맹세하던 순진한 청년이 아니다. 그럼에도 그랑데를 향한 외제니의 사랑은 변함이 없다.
- 조명원 역, 지만지[깨진 링크(과거 내용 찾기)]